# Volodymyr Bezsonov
Volodymyr Vasylovytj Bezsonov (ukrainska: Володимир Васильович Безсонов), född 5 mars 1958 i Charkiv, Ukrainska SSR, Sovjetunionen, är en sovjetisk fotbollsspelare som tog OS-brons i fotbollsturneringen vid de olympiska sommarspelen 1980 i Moskva.